# Cantone di Wintzenheim
Il Cantone di Wintzenheim è una divisione amministrativa dell'arrondissement di Colmar.
A seguito della riforma approvata con decreto del 21 febbraio 2014, che ha avuto attuazione dopo le elezioni dipartimentali del 2015, è passato da 10 a 35 comuni.

## Composizione
I 10 comuni facenti parte prima della riforma del 2014 erano:
- Eguisheim
- Herrlisheim-près-Colmar
- Husseren-les-Châteaux
- Obermorschwihr
- Turckheim
- Vœgtlinshoffen
- Walbach
- Wettolsheim
- Wintzenheim
- Zimmerbach

Dal 2015 i comuni appartenenti al cantone sono i seguenti 35:
- Breitenbach-Haut-Rhin
- Eguisheim
- Eschbach-au-Val
- Griesbach-au-Val
- Gueberschwihr
- Gundolsheim
- Gunsbach
- Hattstatt
- Herrlisheim-près-Colmar
- Hohrod
- Husseren-les-Châteaux
- Luttenbach-près-Munster
- Metzeral
- Mittlach
- Muhlbach-sur-Munster
- Munster
- Niedermorschwihr
- Obermorschwihr
- Osenbach
- Pfaffenheim
- Rouffach
- Sondernach
- Soultzbach-les-Bains
- Soultzeren
- Soultzmatt
- Stosswihr
- Turckheim
- Vœgtlinshoffen
- Walbach
- Wasserbourg
- Westhalten
- Wettolsheim
- Wihr-au-Val
- Wintzenheim
- Zimmerbach